# Gaius Cilnius Proculus (Konsul 100)
Gaius Cilnius Proculus war ein im 1. und 2. Jahrhundert n. Chr. lebender römischer Politiker.
Proculus war in einem unbestimmten Jahr vor 100 Statthalter der Provinz Dalmatia. Durch ein Militärdiplom ist belegt, dass er im Jahr 100 (vermutlich im März und April) zusammen mit Marcus Marcius Macer Suffektkonsul war. Weitere Diplome, die auf den 8. Mai 100 und den 16. Mai 101 datiert sind, belegen, dass er von 100 bis 101 Statthalter der Provinz Moesia superior war.
Sein gleichnamiger Vater, Gaius Cilnius Proculus, war 87 Suffektkonsul.